# Lepidotrigona ventralis
Lepidotrigona ventralis là một loài Hymenoptera trong họ Apidae. Loài này được Smith mô tả khoa học năm 1857.